# Oak Park Heights
Oak Park Heights – miasto w Stanach Zjednoczonych, w stanie Minnesota, w hrabstwie Washington.